# Historia Włoch

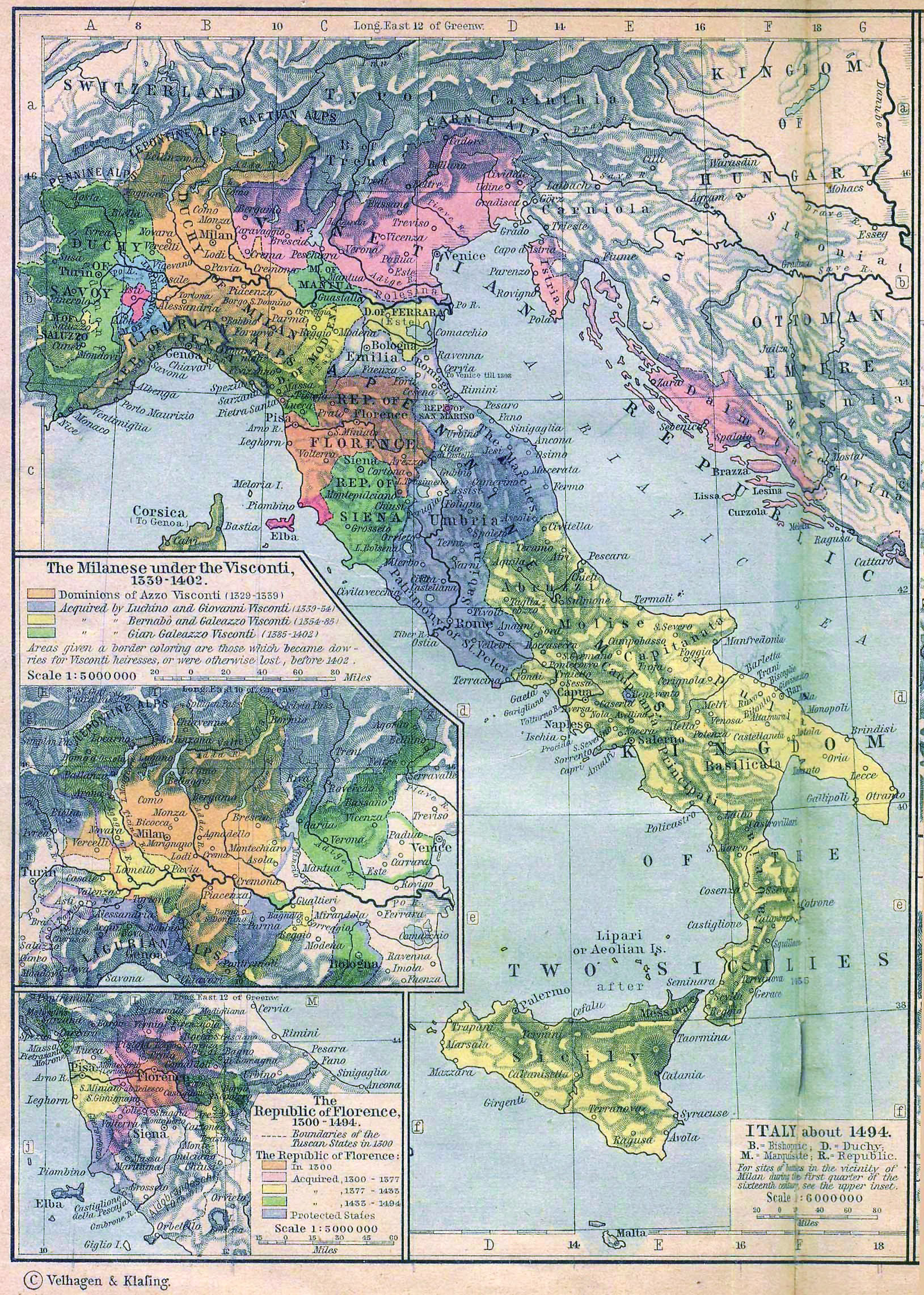
Italia około 1494 roku

Historia Włoch – W okresie paleolitu tereny Włoch zamieszkiwali Ligurowie i Sykulowie. W okresie starożytności tereny Włoch znalazły się pod panowaniem Rzymian. Przed okresem rzymskim tereny Włoch były zamieszkiwane przez Fenicjan i Greków. Od średniowiecza do połowy XIX wieku, pomimo że Półwysep Apeniński był spójny pod względem językowym i kulturowym, jego historia składała się z dziejów niezależnych republik i księstw oraz obcych posiadłości i stref wpływów. W 1861 roku doszło do zjednoczenia wszystkich tych państw – ogłoszono powstanie Królestwa Włoch i koronowano Wiktora Emanuela II na króla tego państwa. W początkach XX wieku Włochy stały się państwem faszystowskim. Po II wojnie światowej w referendum konstytucyjnym obywatele Włoch opowiedzieli się za zmianą ustroju państwa na republikę, na czele której stoi prezydent Włoch.

## Prehistoria

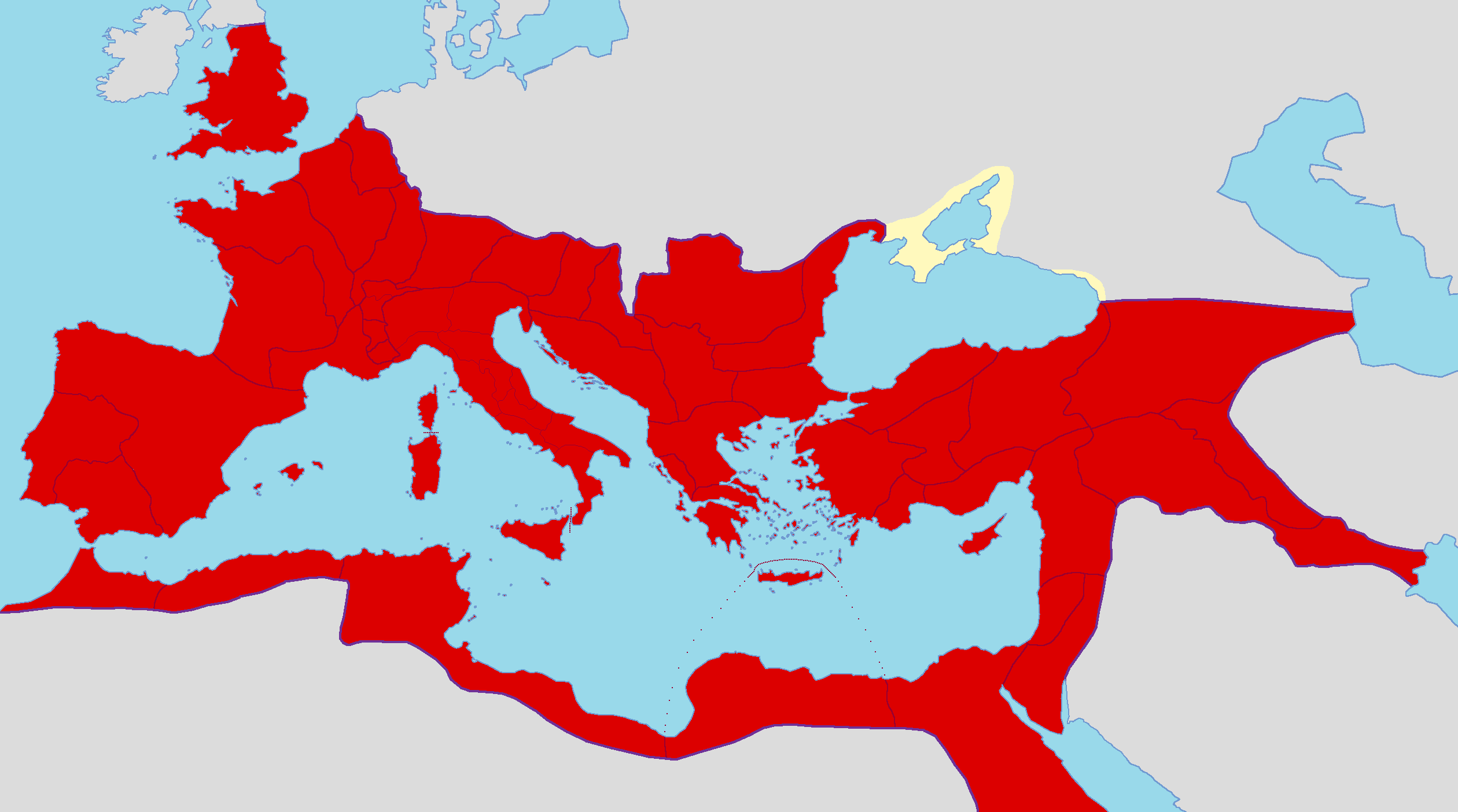
116 AD

Najstarsze świadectwa o życiu człowieka pochodzą z okresu paleolitu, z Terra d’Otranto. Pierwotnymi ludami zamieszkującymi Półwysep Apeniński byli Ligurowie i Sykulowie. Miejscem ich osiedlenia była Sycylia.

## Starożytność
Dzieje starożytnej Italii to przede wszystkim dzieje Rzymu jednoczącego plemiona italskie i celtyckie, podbijającego etruskie i greckie miasta-państwa i rozpoczynającego ekspansję w basenie Morza Śródziemnego.
W VIII w. p.n.e. rozpoczęła się kolonizacja Fenicjan (Sardynia i Sycylia) oraz Greków, którzy w VII–VI w. p.n.e. opanowali wschodnią Sycylię i południowe wybrzeża Półwyspu Apenińskiego. W VI–III w. p.n.e., rzymianie dokonali zjednoczenia Półwyspu, który stał się centralnym terytorium imperium Rzymskiego. Podczas panowania cesarza Augusta za granicę Italii uznano Alpy i został dokonany jej pierwszy podział terytorialny na 12 regionów, których nazwy w większości przetrwały do czasów współczesnych.

## Średniowiecze

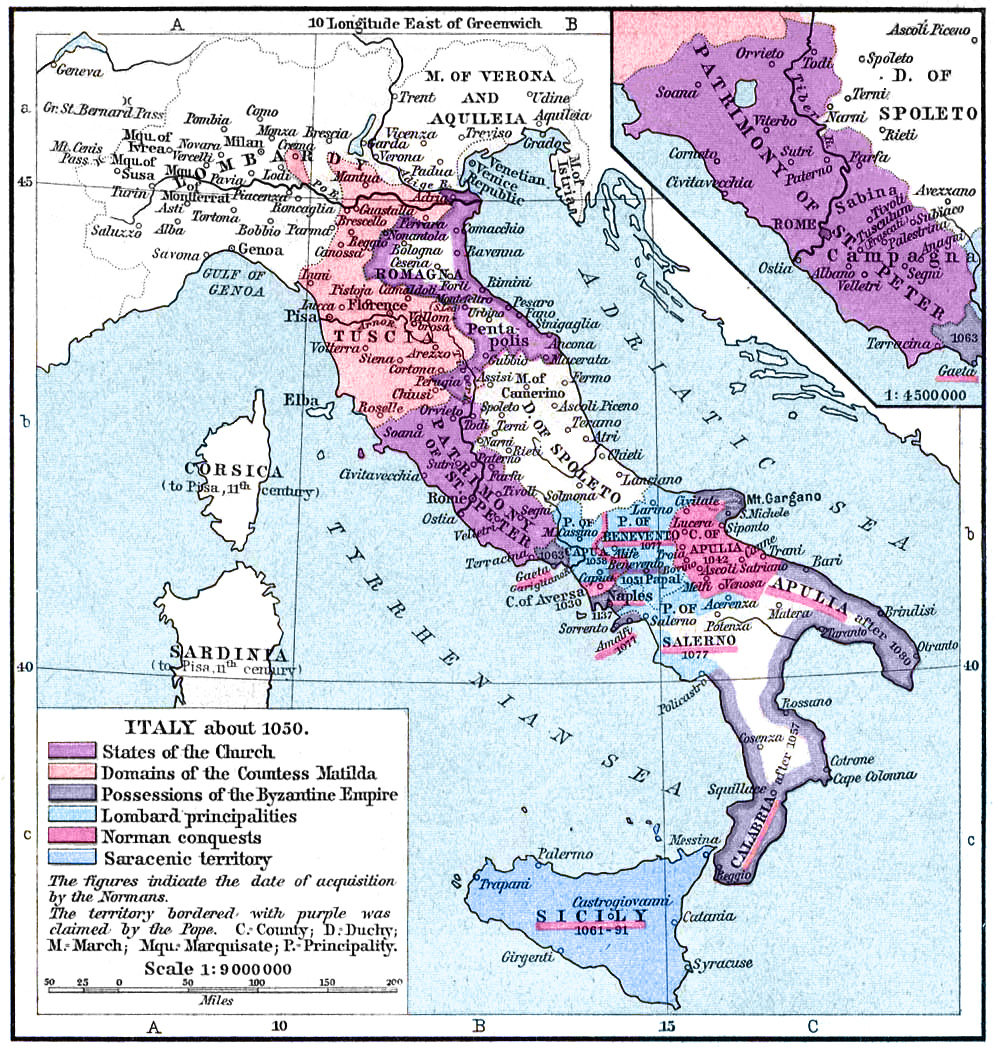
Półwysep Apeniński w 1050

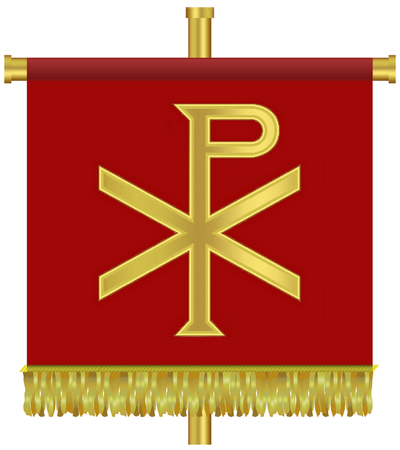
Labarum

Po upadku cesarstwa zachodniorzymskiego w 476 Włochy znalazły się pod panowaniem germańskiego wodza Odoakra. W 493 roku Odoaker został pokonany i zastąpiony przez Ostrogotów pod wodzą Teodoryka. W 552 roku Ostrogoci zostali wyparci przez Bizantyjczyków, którzy jednak wkrótce stracili część swoich posiadłości na rzecz germańskiego plemienia Longobardów.
Początek średniowiecza to okres rywalizacji bizantyjsko-longobardzkiej na półwyspie. Papieże, których siedziba znajdowała się na terenie Egzarchatu Raweńskiego, otrzymywali od Bizantyjczyków wsparcie przeciw Longobardom i byli od nich w pewnym stopniu zależni. W 751 roku Longobardowie położyli kres istnieniu egzarchatu, kończąc tym samym okres wpływów bizantyjskich na półwyspie, choć jeszcze przez kilka wieków Bizantyjczycy dominowali w jego południowej części. Zagrożone przez Longobardów papiestwo zwróciło się o pomoc do władców frankijskich, co rozpoczęło nowy okres w dziejach Italii. W 756 roku Frankowie pod wodzą Pepina Krótkiego pokonali Longobardów, ofiarowując papieżom władzę nad terytorium dawnego Egzarchatu Raweńskiego (zob. Państwo Kościelne).
Ostateczne zwycięstwo na Longobardami odniósł Karol Wielki, który zapoczątkował panowanie frankijskie w północnych Włoszech. W 800 roku papież koronował go na cesarza rzymskiego. Godność ta w IX i X w. przynależała do drobnych feudałów północnowłoskich, co stanowiło oś konfliktów politycznych tamtych czasów.
IX, X i XI wiek to okres najazdów normańskich i arabskich na Półwysep Apeniński. W IX w. Arabowie zdobyli Sycylię, którą w wieku XI odebrali im Normanowie, tworzący tam samodzielne królestwo.
W XI w. rozpoczyna się okres świetności niezależnych politycznie miast handlowych Włoch – Genui, Wenecji, Amalfi, Pizy. Papiestwo dąży wtedy do niezależności od cesarstwa (zob. spór o inwestyturę).
- 1167 – miasta północnej Italii tworzą Ligę Lombardzką w celu obrony swej tożsamości przed cesarzem rzymskim Fryderykiem I Barbarossą.
- 1282 – Sycylijskie nieszpory – masakra francuskich najeźdźców.
- 1309–1377 – Papiestwo rezyduje w Awinionie we Francji po wygnaniu z Rzymu.
- 1378–1381 – republiki morskie Genui i Wenecji walczą o dominację.

## Renesans
Pod koniec wieków średnich Włochy nadal były podzielone politycznie. Na Północy i w Toskanii dominowały bogate komuny, środkowe Włochy znajdowały się pod nominalną władzą rezydujących w Awinionie papieży, w istocie jednak były rozbite na wiele feudalnych małych państw, południe i wyspy okresowo znajdowały się pod obcymi rządami. Rozpoczynający się we Włoszech Renesans przyniósł im rozkwit gospodarczy, nie przyniósł jednak – mimo wielu wysiłków – zjednoczenia politycznego. Włoskie szlaki handlowe pokrywały cały obszar Morza Śródziemnego przyczyniając się do rozpowszechnienia wiedzy i kultury. Był to okres rozkwitu gospodarczego włoskich państw-miast, które osiągnęły faktyczną niezależność od Świętego Cesarstwa rzymskiego.
Renesans włoski rozpoczął się w Toskanii, a jego pierwszym ośrodkiem była Florencja, skąd rozprzestrzenił się w całych Włoszech. Wiek XV to także początek odrodzenia uwolnionego spod dominacji francuskiej papiestwa, co przyczyniło się do zjednoczenia Państwa Kościelnego i odbudowy świetności Rzymu.
W końcu XV w. roszczenia królów Francji do tronu Neapolu i Mediolanu dały początek wojnom włoskim 1494–1559. Przeciwko Francji występowała koalicja państw włoskich i europejskich – Liga Święta. Podczas toczącej się we Włoszech wojny hiszpańsko-francuskiej wojska cesarza Karola V zdobyły i złupiły Rzym (1527, tzw. sacco di Roma), a w jej wyniku Francja zrezygnowała z włoskich roszczeń na mocy pokój w Cambrai z 1529. Potwierdził to kończący wojny włoskie pokój w Cateau-Cambresis (1559), utrwalający rozdrobnienie Włoch i hiszpańską dominację. Władając Lombardią, Sardynią oraz połączonymi królestwami Neapolu i Sycylii, pozostającymi na prawach wicekrólestwa, Hiszpania utrzymywała w wasalnej zależności większość księstw włoskich. Pewną autonomię miała Republika Genui, natomiast względną niezależność zdołały zachować Wenecja (pozostająca nadal wielką potęgą morską), Wielkie Księstwo Toskanii (pod panowaniem Medyceuszy), Państwo Kościelne i księstwo Sabaudii.

## Okres wpływów obcych
- 1527 – Sacco di Roma – splądrowanie Rzymu przez żołnierzy zaciężnych cesarza Karola V Habsburga.
- 1545–1563 – Sobór trydencki rozpoczyna kontrreformację, umocnienie pozycji zakonu jezuitów.
- 1645 – Republika Wenecka wykorzystując chwilowe załamanie Turcji rozpoczęła wojnę przeciwko Imperium Osmańskiemu.
- 1648 – w Neapolu i Palermo wybuchło powstanie ludowe (czwarte w ciągu 100 lat) przeciw Hiszpanom.
- 1700–1713 – koniec hiszpańskiej wojny sukcesyjnej, główną potęgą mającą wpływ na Włochów staje się Austria.
- 1796–1814 – Napoleon Bonaparte dokonuje inwazji na północną Italię, a potem na inne regiony.
- 1815–1832 – Austriacy tłumią powstanie, rozpoczyna się Risorgimento (zjednoczenie).

## Risorgimento – „Powstanie”

### Klęski Risorgimenta
Odrodzenie włoskiej świadomości było inspirowane przez dwa przeciwstawne ruchy polityczne. Radykalny ruch „Młode Włochy” założony w 1831 roku przez Giuseppe Mazziniego dążył do zjednoczenia państwa poprzez powstanie ludowe. Natomiast skrzydło umiarkowane chciało doprowadzić do zjednoczenia przez utworzenie federacji państw rządzonych przez włoskich książąt. Ruch rewolucyjny został pobudzony już w 1846 roku po wyborze papieża Piusa IX, który wprowadził reformy w państwie kościelnym. W ciągu dwóch lat historia gwałtownie przyśpieszyła, narodziny narodu włoskiego zbiegają się z Wiosną Ludów. Rewolucyjne nastroje, ogarniające mieszczan, ludność wiejską i burżuazję, skłoniły władców do ustępstw na rzecz ruchu liberalno-konstytucyjnego. W połowie stycznia 1848 roku wybuchły walki w Palermo, następnie w Neapolu. Król Ferdynand II został zmuszony do uchwalenia 29 stycznia konstytucji. Tydzień później postąpił podobnie wielki książę Leopold II w Toskanii. 8 lutego 1848 roku król Sardynii Karol Albert wydał ustawę wprowadzającą dwuizbowy parlament i prawo wyborcze na wzór konstytucji francuskiej z 1830 roku. Gdy 18 marca 1848 roku w Mediolanie wybuchł bunt i po pięciu dniach walk miasto opuścił austriacki garnizon, wówczas król Karol Albert wezwał Włochów do „świętej wojny” przeciwko Austriakom. Podobnie było w Wenecji, w rękach powstańców znalazły się prawie całe północne Włochy. Po początkowych sukcesach Włochów między ich przywódcami wybuchły spory oraz osłabł zapał monarchów, co wpłynęło na opieszałość prowadzenia działań wojennych. Nieudolność tę wykorzystali Austriacy, którzy w lipcu zwyciężyli pod Custozą. W sierpniu zajęli Mediolan i zmusili Karola Alberta do podpisania rozejmu na niekorzystnych warunkach. Możliwość pokonania Austriaków i zjednoczenia Włochów zostały zaprzepaszczone.
Zakończyła się pierwsza faza walki Włochów o wolność, tzw. „wojna królewska” a rozpoczęła się „wojna ludowa”. Pod koniec 1848 roku doszło do starć między siłami Piemontu a ruchem radykalno-demokratycznym. W Państwie Kościelnym zastraszony papież mianował rząd złożony z radykałów, a następnie uciekł do Gaety w Królestwie Neapolu, gdzie 4 grudnia zwrócił się o pomoc do wielkich mocarstw. Zareagowały Francja i Austria. Wojska francuskie stłumiły rewolucję w Rzymie, gdzie w lutym 1849 roku utworzono republikę. Natomiast wojska austriackie po zwycięskiej bitwie pod Novarą weszły do Toskanii. Przyspieszyło to zwycięstwo sił reakcyjnych w Wenecji, Florencji, Modenie i Parmie. Całe Włochy ogarnęła fala represji. Klęska ruchów niepodległościowych lat 1848–1849 była dużym ciosem dla chcącej zjednoczenia politycznego większości narodu włoskiego.

### Zwycięstwa Risorgimenta
Na początku lat pięćdziesiątych na scenie pokazali się nowi politycy. We Francji – Napoleon III Bonaparte, po swym stryju przejął ideę popierania praw narodów uciskanych, a przede wszystkim włoskiego. W Królestwie Sardynii – król Wiktor Emanuel II mianował premierem hrabiego Camillo Cavoura, który postawił sobie za cel, aby Sardynia (Piemont) jako zreformowane państwo znalazło się na czele włoskiego ruchu zjednoczeniowego. W lipcu 1858 roku Napoleon III spotkał się z Cavourem na tajnej konferencji w Plombières, aby uzgodnić warunki ich przyszłego przymierza w przypadku zwycięstwa. Działania wojenne rozpoczęły się w kwietniu 1859 roku. Po kilku drobniejszych przegranych bitwach Austriacy ponieśli klęski: pod Magentą – 4 czerwca i Solferino – 24 czerwca. Jednocześnie, w środkowych Włoszech wybuchła rewolucja. W Toskanii, Parmie i Modenie panujący zostali wygnani. Takiego obrotu sprawy nie przewidział Napoleon, który nie chciał być przywódcą rewolucji. Pod naciskiem Prus i Rosji, w lipcu 1859 roku zaproponował cesarzowi Franciszkowi Józefowi rozejm. Tym faktem Napoleon naraził się wszystkim: Austriakom, którzy pragnęli utrzymać we Włoszech status quo; Francuzom, którzy nie otrzymali obiecanych Nicei i Sabaudii oraz Włochom, którzy uważali się za zdradzonych. Rewolucja rozpoczęta przez Napoleona III i Cavoura wywołała bardzo silne wrażenie na społeczeństwie.

### Zjednoczenie
W marcu 1860 roku Królestwo Sardynii odstąpiło Francji Sabaudię i Niceę a Napoleon wyraził zgodę na przyłączenie Toskanii, Modeny, Parmy i Emilii-Romanii do Sardynii. W kwietniu 1860 roku na Sycylii rozpoczął się ruch powstańczy, w Genui zaś powstał komitet złożony z emigrantów sycylijskich – przeważnie mazzinistów, który podjął inicjatywę poparcia powstania przez wyprawę zbrojną. 6 maja na dwóch statkach wypłynął z Genui z „tysiącem czerwonych koszul” Giuseppe Garibaldi. Po pięciu dniach wylądował w Marsali na Sycylii, gdzie w imieniu Wiktora Emanuela II mianował się dyktatorem. Do jego oddziałów zgłaszali się ochotniczo liczni powstańcy. Do końca maja po kilku zwycięstwach Garibaldi zajął całą wyspę. Dzięki tym akcjom stał się bohaterem walki o wolność Włoch. Ustanowił tymczasowy rząd i powszechny obowiązek służby wojskowej. W połowie sierpnia już około 30 000 powstańców przebyło Cieśninę Mesyńską i 7 września triumfalnie wkroczyło do Neapolu.
Tymczasem od północy na czele swych wojsk zmierzał Wiktor Emanuel, który uzyskał zgodę od Napoleona na zajęcie Państwa Kościelnego, Marche i Umbrii. Garibaldi, stawiając wyżej sprawę zjednoczenia niż swój program społeczny, polegający na rozdzielnictwie ziemi chłopom oraz ograniczeniu przywilejów arystokracji i kleru, podporządkował się Wiktorowi Emanuelowi. 18 lutego 1861 roku Cavour przekształcił parlament Sardynii – Piemontu w ogólno włoski. 17 marca 1861 roku parlament proklamował Królestwo Włoch i koronował Wiktora Emanuela II na jego króla, a także ogłosił tymczasową stolicą nowego państwa Turyn (od 1865 roku Florencja).

### Rzym stolicą królestwa
Młode państwo włoskie stanęło od razu wobec olbrzymich problemów wewnętrznych i zewnętrznych. Na południu dużym zagrożeniem był bandytyzm – do jego zwalczania używano oddziałów wojskowych, których straty były większe niż podczas wszystkich wojen Risorgimenta. Panował poważny rozłam pomiędzy rządzącymi a obywatelami, systematyczną opozycję wobec rządu stanowił kler katolicki. Ponadto młodemu państwu groziło bankructwo z powodu olbrzymiego długu (ok. 300 milionów lirów) zaciągniętego głównie na działania wojenne przez Królestwo Sardynii – Piemontu, który przeszedł teraz na nowe zjednoczone państwo. Natomiast największym wyzwaniem dla polityków była kwestia Wenecji i Rzymu, które przyłączono do państwa dzięki niezwykle skomplikowanej sytuacji międzynarodowej. W lipcu 1866 wybuchła wojna prusko-austriacka. Dzięki sojuszowi z Prusami Włosi zdobyli Wenecję w październiku 1866. Próby zdobycia Państwa Kościelnego wraz z Rzymem rozpoczął Garibaldi w 1867 roku, lecz dopiero klęska Francji pod Sedanem z Prusami w 1870 pozwoliła Włochom zająć Rzym we wrześniu 1870 roku. W lipcu 1871 roku stolica Królestwa Włoskiego została przeniesiona z Florencji do Rzymu.

## Monarchia Włoska

### Utworzenie kolonii

#### Podbój Libii – 1911–1912
W 1911 roku wybuchła wojna włosko-turecka o tureckie posiadłości w Afryce Północnej. Włochy oskarżyły Imperium Osmańskie o złe traktowanie obywateli włoskich w Trypolisie, co stało się pretekstem do tej wojny. Została ona zakończona rok później zwycięstwem Włoch, które zdobyły tureckie terytoria w Afryce Północnej. W 1934 roku zostały one połączone w jedną kolonię – Libię.

#### Podbój Etiopii – 1935–1936
Wielkie rozczarowanie społeczeństwa włoskiego, spowodowane niewielkimi zdobyczami terytorialnymi po zakończeniu I wojny światowej musiało zostać zażegnane. O zagarnięciu innych europejskich ziem nie było mowy, więc wybór Mussoliniego padł na Cesarstwo Abisynii. Było to jedno z trzech niepodległych państw Afryki, obok Liberii i Egiptu.
Papież Pius XI błogosławił wojska faszystowskich Włoch, wyprawiające się na wojnę. Od tej pory tylko parę dni dzieliło Etiopię od utracenia niepodległości.
W 1935 roku włoska armia wkroczyła na tereny Etiopii. Włosi szybko zdobywali tereny, gdyż ich wyposażenie było nowocześniejsze niż armii abisyńskiej. Włosi dysponowali lotnictwem, artylerią i bronią chemiczną. Cesarz Abisynii próbował ratować kraj na różne sposoby. Jednym z nich było manifestowanie swojego niezadowolenia na forum Ligi Narodów. Nie przyniosło to jednak większych skutków, prócz usunięcia Włoch z tejże organizacji.
Cesarz Haile Selassie I musiał szukać schronienia, aż w Wielkiej Brytanii. Do swojego kraju powrócił dopiero w roku 1941, podczas konfliktu pomiędzy Wielką Brytanią a Włochami. Konflikt ten wykorzystała również cała Abisynia, odzyskując swoją niepodległość. Ułatwiły to działania Brytyjczyków i partyzantów.

#### Podbój Albanii – 1939
Królestwo Albanii popadało w zależność finansową od faszystowskich Włoch. 7 kwietnia 1939 roku (2 dni po narodzinach następcy tronu albańskiego Leki I) wojska włoskie wkroczyły do Albanii i uczyniły ją włoskim protektoratem. 16 kwietnia król Włoch został ogłoszony królem Albanii, co formalnie i oficjalnie detronizowało dotychczasowego króla Zogu I, który musiał wraz z rodziną uciekać do Grecji.

### 1915 – udział w I wojnie światowej
Włochy były członkiem Trójprzymierza, lecz po wybuchu Wielkiej Wojny nie przyłączyły się do niej po stronie państw centralnych. Włosi uznali, że skoro w wojnie przeciw Niemcom udział wzięła Wielka Brytania oraz że to Niemcy wypowiedziały wojnę Francji, to Włochy nie obowiązuje casus foederis. Rzeczywistym powodem były włoskie apetyty na niektóre prowincje austriackie – m.in. Trydent, Triest, Rijekę i Dalmację. Austriacy w zamian za przystąpienie do wojny po ich stronie byli skłonni do niewielkich ustępstw granicznych, ale to Ententa w tajnych rokowaniach zaproponowała więcej.
24 maja Włosi rozpoczęli działania wojenne przeciwko Austriakom. Walki w górskich rejonach Tyrolu trwały praktycznie do końca wojny – Austriacy byli dobrze ufortyfikowani, a źle przygotowani i dowodzeni Włosi wykrwawiali się w próbach zdobycia nowych terenów. Niektóre ofensywy austriackie docierały aż do rejonów Wenecji i Treviso. Natomiast na Adriatyku flota włoska skutecznie blokowała marynarkę wojenną Habsburgów, bez większych bitew morskich.
Dopiero ogólna klęska państw centralnych i rozpad Austro-Węgier w 1918 roku sprawił, że ostatnia włoska ofensywa zdołała wreszcie, choć nie bez trudu, pokonać cesarsko-królewskie oddziały i zająć część ziem, które miały przypaść państwu włoskiemu po wojnie. Okazało się jednak, że nadzieje terytorialne Włochów zostały spełnione tylko w części.

### Włochy po I wojnie światowej

Terytorium Królestwa Włoch w okresie międzywojennym (1924–1941). Do kraju należały wówczas m.in. Istria i Zadar.

Włochy wyszły z wojny w złym stanie gospodarczym, z dużym zadłużeniem, narastającymi niepokojami społecznymi, zdezorganizowanym systemem finansowym. Mimo że należały do państw zwycięskich, ich nadzieje na nabytki terytorialne nie zostały w pełni zaspokojone. Wzrastało bezrobocie, zarówno w mieście, jak i na wsi. Narastało niezadowolenie ludności, a propaganda komunistyczna znajdowała wielu zwolenników. Wśród Włochów narastało przekonanie o krzywdzie i chęć radykalnych zmian. To utorowało drogę do dyktatury Mussoliniego.

#### 1922–1943 – dyktatura Mussoliniego
Szczególnie niezadowoloną grupę społeczną tworzyli weterani wojenni. To wśród nich najszybciej rozpowszechnił się faszyzm, łączący w sobie etatyzm, pogardę dla demokracji, terror i zasadę wodzostwa. Na czele faszystów stał Benito Mussolini, który uważał, że tylko silne rządy mogą wydobyć państwo z powojennego chaosu. W 1922 roku poprowadził on marsz swoich zwolenników na Rzym i przejął dyktatorską władzę w całym kraju.

### 1940–1945: udział w II wojnie światowej
Na początku II wojny światowej Włochy pozostały neutralne (za zgodą Hitlera), ale wypowiedziały wojnę Francji i Wielkiej Brytanii w dniu 10 czerwca 1940, kiedy klęska Francji była przesądzona. Mussolini wierzył, że Wielka Brytania będzie błagać o pokój – chciał mieć powód do zajęcia miejsca przy stole obrad pokojowych, ale przeliczył się. Włoska armia lądowa była głównym powodem rozczarowania Mussoliniego i Hitlera, niezbędna okazała się niemiecka pomoc w Grecji i Północnej Afryce.
Po tym jak niemiecka armia pokonała Polskę, Danię, Norwegię i Francję, Mussolini zdecydował wykorzystać Albanię jako trampolinę do inwazji na Grecję. Włosi rozpoczęli atak 28 października 1940 roku, a na spotkaniu dwóch faszystowskich dyktatorów we Florencji, Mussolini zaskoczył Hitlera oznajmieniem włoskiej inwazji. Mussolini liczył na szybkie zwycięstwo, ale grecka armia szybko zatrzymała Włochów i wkrótce wkroczyła do południowej Albanii.
Strach Albańczyków przed rządami Greków (brak współpracy z Grekami) umożliwił utworzenie stabilnego frontu w środkowej Albanii. W obawie, że Bałkany staną się „piętą achillesową” w ich dominacji w Europie, III Rzesza razem z Węgrami i Bułgarią zdecydowały się zaatakować Jugosławię i Grecję, a miesiąc później Państwa Osi przyłączyły Kosowo do zarządzanej przez Włochy Albanii. W taki ironiczny sposób albańscy nacjonaliści byli świadkami realizacji ich snów połączenia większości terenów zamieszkanych przez Albańczyków.

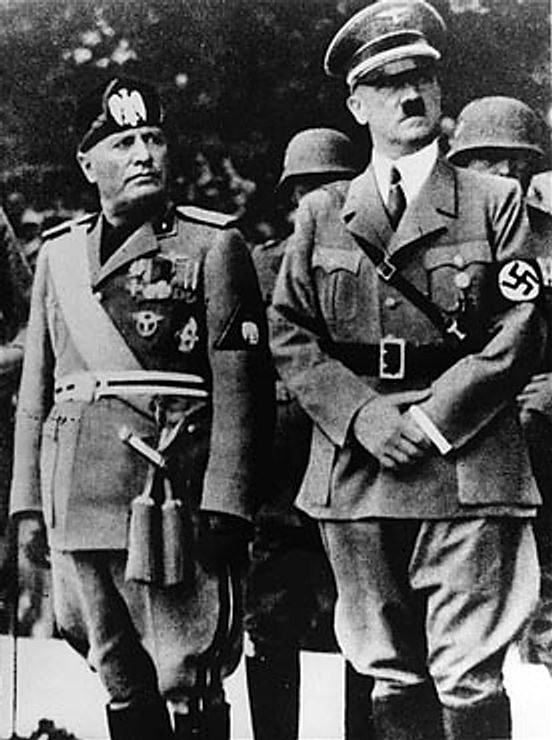
Benito Mussolini i Adolf Hitler

Po nieudanej inwazji na ZSRR (1941–42 – plan Barbarossa) i przyłączeniu się do wojny Stanów Zjednoczonych (grudzień 1941), sytuacja państw Osi uległa pogorszeniu. W maju 1943 roku wojska angielsko-amerykańskie pokonały Włochów i Niemców w Północnej Afryce, a w lipcu wylądowały na Sycylii. Król Wiktor Emanuel III zareagował, aresztując Mussoliniego i ustanawiając głównodowodzącego armią, Pietra Badoglia szefem rządu.
Nowy rząd oficjalnie kontynuował wojnę z aliantami, ale rozpoczął z nimi tajne negocjacje. Hitler nie ufał nowemu premierowi i wprowadził na terytorium Włoch dużą jednostkę niemiecką pod pretekstem walk z inwazją aliantów. 8 września 1943 roku rząd Badogliego ogłosił zawieszenie broni z aliantami, ale nie wypowiedział wojny Niemcom, pozostawiając armię bez rozkazów. Premier i rodzina królewska przemieściła się do regionów kontrolowanych przez aliantów. W zaistniałym zamieszaniu większość armii włoskiej rozproszyła się, a Niemcy szybko zaczęli okupować prowincje północnych i środkowych Włoch (południe kontrolowali alianci). Niemieccy spadochroniarze uwolnili Mussoliniego (operacja Eiche), który uformował faszystowską Włoską Republikę Socjalną na terenach kontrolowanych przez Niemców. Flota włoska przepłynęła na stronę aliantów, ponosząc przy tym spore straty od ataków niemieckich. 13 października 1943 król Wiktor Emanuel III ogłosił wypowiedzenie wojny Niemcom i Japonii.
Postępy aliantów, spychających oddziały niemieckie na północ, były bardzo powolne (Rzym został oswobodzony w czerwcu 1944 – patrz: Bitwa o Monte Cassino; Mediolan w kwietniu 1945 roku). Partyzanci włoscy nękali siły niemieckie jeszcze zanim siły angielsko-amerykańskie wypędziły je w kwietniu 1945 roku.

#### Straty terytorialne i kolonialne w wyniku II wojny światowej
- Wolne Terytorium Triestu – w 1945 roku na terytoriach włoskich obejmujących północno-zachodnie wybrzeże półwyspu Istria oraz miasto portowe Triest z niewielkim zapleczem i korytarzem łączącym je z Włochami utworzono Wolne Terytorium Triestu, które zostało podzielone na strefę A (administracja USA oraz Wielkiej Brytanii, a od 1952 roku również Włoch) i strefę B (administracja Jugosławii). W 1954 roku Wolne Terytorium Triestu przestało istnieć i zostało podzielone między Jugosławię (Stefa B i skrawki strefy A) i Włochy (strefa A z Triestem).
- Włoska Afryka Wschodnia – w 1941 roku wojska sprzymierzonych opanowały Erytreę, Etiopię i Somali Włoskie. W Etiopii miała miejsce restauracja Hajle Syllasje I na tron cesarski. Aż do 1952 roku Erytreą administrowali Brytyjczycy, później (do 1993 roku) Etiopia. Somalii Włoskie wróciło pod administrację Włoch (jako terytorium powiernicze ONZ) w 1949 roku. Jednak już w 1960 roku razem z Somali Brytyjskim utworzyło Republikę Somalii. Somali Włoskie było jedyną włoską kolonią, która po zakończeniu wojny wróciła pod zarząd włoski.
- Libia – została zajęta przez wojska alianckie w 1943 roku. Oficjalnie była kolonią włoską, aż do 1951 roku, gdy ogłosiła niepodległość od Włoch.
- Albania – weszła pod protektorat Królestwa Włoch 7 kwietnia 1939 roku. W 1943 roku Włochy zmieniły orientację polityczną stając się sojusznikiem aliantów. Wehrmacht rozpoczął okupację włoskiego protektoratu (Albanii). Po wojnie już nigdy nie wróciła pod zarząd włoski.

## Republika Włoska

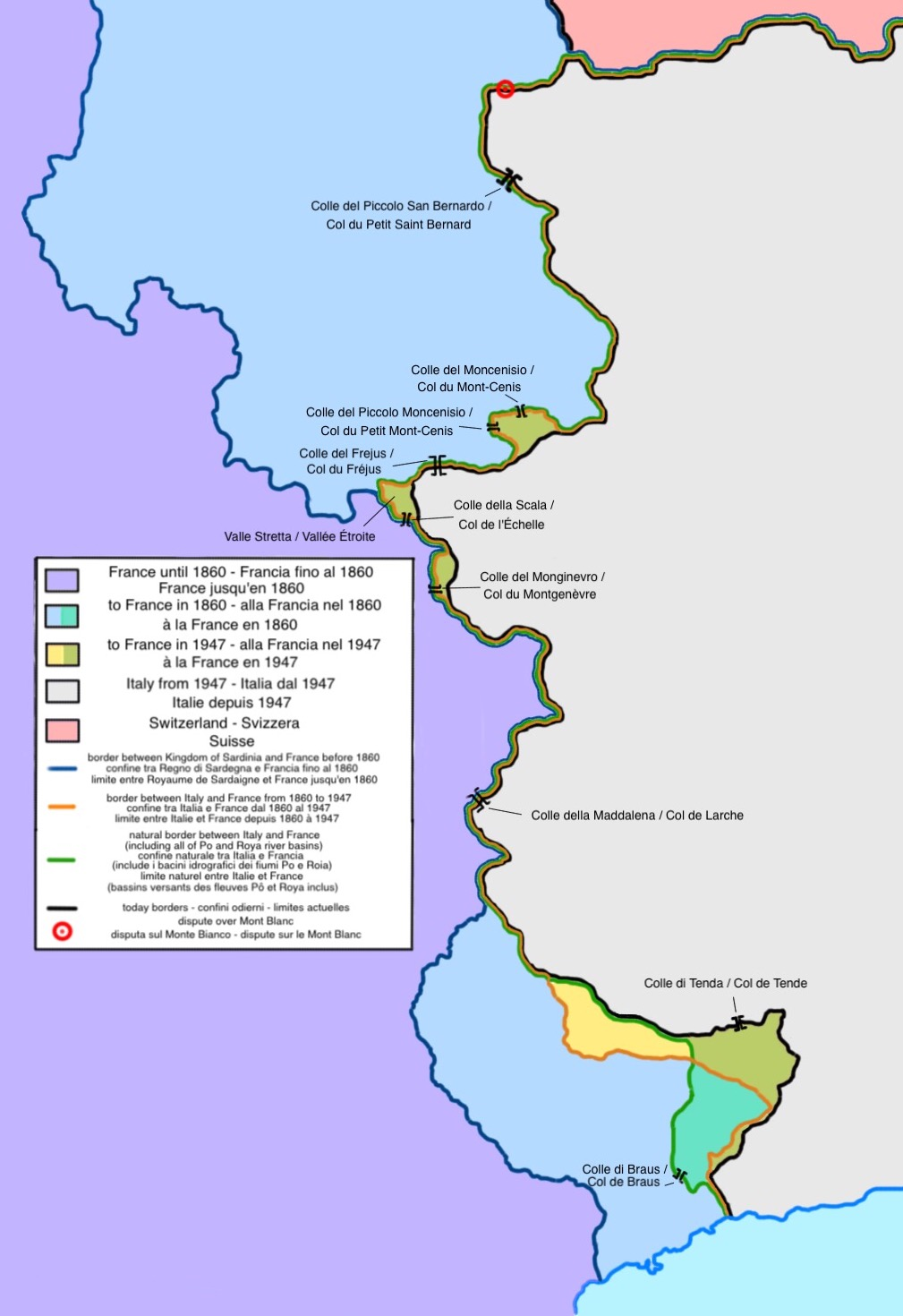
Francuska kolonizacja Włoch od 1860 r

W wyniku referendum konstytucyjnego 2 czerwca 1946 została zniesiona we Włoszech monarchia a ustanowiono republikę. W 1947 paryski traktat pokojowy nałożył na Włochy klauzule wojskowe i zobowiązania reparacyjne oraz uregulował kwestię granic: Francji przekazano Tende i La Brigue, Grecji – Dodekanez, Jugosławii – Istrię, część Krainy i Fiume, a Triest z niewielkim okręgiem wydzielono jako wolne terytorium. Włochy uznały niepodległość Albanii i utraciły kolonie w Afryce (pomiędzy 1950–1960 sprawowały mandat ONZ nad byłym Somali Włoskim). 27 grudnia 1947 uchwalono konstytucję.
W okresie powojennym scena polityczna była zdominowana przez 2 główne partie: Chrześcijańską Demokrację (zyskująca poparcie i wpływy jako jedyna skuteczna alternatywa wobec komunistów, rządzącą i współrządzącą 1944–1994) i Włoską Partię Komunistyczną (1944–1947 w koalicji rządowej z chadecją i socjalistami, od 1947 w opozycji, z silną reprezentacją w parlamencie i w lokalnych samorządach). 1948–1953 większościowe rządy chadecji („partii centrowej otwartej na lewo”, 1945–53 premier Alcide De Gasperi), po wyborach 1953, w których chadecja utraciła absolutną większość parlamentarną, przez 40 lat władzę sprawowały często zmieniające się, koalicyjne gabinety z udziałem socjaldemokratów, liberałów i republikanów, a od 1963 także socjalistów.
W 1948 Włochy przystąpiły do Planu Marshalla, 4 kwietnia 1949 – do NATO, 1951 były współzałożycielem Europejskiej Wspólnoty Węgla i Stali i Europejskiej Wspólnoty Gospodarczej w 1957. Załagodzono spory graniczne: 1950 z Austrią o Górną Adygę, 1954 podpisano porozumienie z Jugosławią o podziale terytorium Triestu. W 1955 Włochy zostały członkiem ONZ. Po powojennym kryzysie, wraz z pomyślną koniunkturą pierwszej połowy lat 50., nastąpił dynamiczny rozwój gospodarczy i cywilizacyjny, głównie jednak na terenach uprzemysłowionej północy Włoch. Południowa część półwyspu rozwijała się znacznie wolniej ze względu na jej znaczne zacofanie cywilizacyjne. W połowie lat 60. w kraju było ok. 8% analfabetów, ale na Sycylii i Sardynii odsetek ten wynosił ok. 25%, a w Kalabrii nawet 33%. Centrolewicowe koalicje przeprowadziły reformy obejmujące m.in. nacjonalizację energetyki, wprowadzenie elementów planowania w gospodarce i zwiększenie autonomii regionów. W latach 70., wraz z pogłębiającą się recesją gospodarczą, zaznaczył się wzrost wpływów skrajnej prawicy i ugrupowań neofaszystowskich, nasiliły zamachy terrorystyczne m.in. Czerwonych Brygad, które 1978 porwały i zamordowały głównego polityka chadecji, Aldo Moro. Ten okres w historii Włoch jest znany jako lata ołowiu (wł. Anni di piombo). W 1978 urząd prezydenta po raz pierwszy objął socjalista, Sandro Pertini.
Na początku lat osiemdziesiątych ujawnienie afer korupcyjnych zdestabilizowało życie polityczne Włoch na skutek skandalu w Banku Ambrosiano, oskarżenie czołowych polityków o przynależność do loży masońskiej P-2, powodując na kilka lat utratę przez chadecję stanowiska premiera. Od 1981 do 1983 był nim republikanin Giovanni Spadolini, a od 1983 socjalista Bettino Craxi. Wydarzenia w środkowej Europie na przełomie lat osiemdziesiątych i dziewięćdziesiątych. osłabiły także komunistów i doprowadziły do rozpadu WPK. Jednocześnie wzrosły wpływy Ligi Północnej, występującej z hasłami separatystycznymi i programem autonomii, oraz Włoskiego Ruchu Społecznego (od grudnia 1993 pn. Sojusz Narodowy, deklarującego orientację prawicową). W referendum 1993 odrzucono proporcjonalny system wyborczy, a parlament przyjął mieszaną ordynację większościowo-proporcjonalną.
Ujawnione na początku lat dziewięćdziesiątych afery korupcyjne, w które było zamieszanych ponad 200 czołowych polityków – oskarżanych także o współpracę z mafią – skompromitowały elity władzy, powodując załamanie się włoskiego systemu politycznego. W 1993 premierem Włoch został Carlo Azeglio Ciampi, gubernator Banku Włoch, niebędący zawodowym politykiem. W wyniku wyborów w 1994 utraciła władzę podzielona chadecja, przegrali także socjaliści, zwyciężył zaś blok wyborczy Sojusz Postępowców, utworzony przez partie niezwiązane ze skompromitowanymi strukturami władzy, kierowany przez Silvio Berlusconiego. W 1996 zwycięstwo wyborcze koalicji centrolewicowej z postkomunistami (premier Romano Prodi i inni). W 2001 do władzy powrócił obóz centroprawicowy Dom Wolności kierowany przez premiera Berlusconiego, a w 2006 zwyciężył w wyborach parlamentarnych blok centrolewicy Prodiego. W 2002 Włochy (od 1993 członek UE) wprowadziły euro jako prawny środek płatniczy. W 2003 rząd włoski poparł interwencję w Iraku.